# Salzano da Cunha
Liberato Salzano Vieira da Cunha mais conhecido apenas como Salzano da Cunha ou Liberato Salzano (Cachoeira do Sul, 1 de outubro de 1920 – Bagé, 7 de abril de 1957) foi um jornalista, político e diplomata brasileiro, secretário da Educação do Rio Grande do Sul e  editor do Jornal do Povo de 1944 a 1957, ano de sua morte.
Filho de Antônio Peixoto Vieira da Cunha, de tradicional extração luso-gaúcha, e da imigrante italiana Angelina Salzano.
Foi fundador e presidente do Centro Ação Católica e membro do Partido Social Democrático (PSD).
Foi prefeito da cidade de Cachoeira do Sul entre 1947 e 1950. Foi eleito, em 3 de outubro de 1950, deputado estadual, pelo PSD, para a 38ª Legislatura da Assembleia Legislativa do Rio Grande do Sul. No ano seguinte renunciou para assumir a Secretaria Estadual de Educação, no governo Ildo Meneghetti.
Reeleito, em 3 de outubro de 1954, deputado estadual, para a 39ª Legislatura, permaneceu no posto de secretário de Educação até sua morte.

## Morte e homenagens
Liberato Salzano e sua esposa, Jenny Carvalho de Figueiredo, morreram no acidente aéreo do Curtiss C-46 da rota Bagé - Porto Alegre em 7 de abril de 1957. Pereceram no acidente todos os quarenta ocupantes da aeronave, sendo 5 tripulantes e 35 passageiros.
Deixou três filhos pequenos: Liberato, Maria Bernadete e Eduardo. O mais jovem, Eduardo, é um reconhecido artista plástico e fotógrafo. 
Em sua homenagem foram nomeados diversos logradouros (ruas, praças etc.) e escolas em vários municípios gaúchos. Em 1958, o distrito de Baitaca, então no município de Sarandi, foi renomeado para Liberato Salzano, tendo em 1964 sido elevado a categoria de município. 
Em 1967 foi criada a Fundação Liberato Salzano Vieira da Cunha, escola técnica na cidade de Novo Hamburgo.